# Spondilodiscitis
Spóndilodiscítis  je vnetje vretenca (spondilitis), ki se je razširilo na medvretenčno ploščo ter prizadene eno ali več vretenc in eno ali več medvretenčnih plošč. Gre za življenjsko nevarno okužbo; smrtnost je po podatkih iz literature 2–10-odstotna. Vendar pa je prognoza bolezni načeloma ugodna, zlasti če niso prisotni nevrološki izpadi in če je zdravljenje uvedeno dovolj zgodaj.

## Znaki in simptomi
Najpogostejši simptom je žariščna bolečina v prizadetem predelu hrbtenice. Pojavlja se pri več kot 90 % bolnikov. Prisotna je lahko tudi vročina (pri 52–68 % bolnikov), vendar odsotnost vročine ne izključuje spondilodisciitis. Prisotnost nevroloških simptomov lahko kaže na prisotnost ognojka v epiduralnem območju. Nevrološki izpad se lahko kaže kot šibkost spodnjih okončin, paraliza, senzorične motnje, radikulopatija … Laboratorijski testi lahko pokažejo povišane vrednosti C-reaktivne beljakovine, levkocitozo (zvišano število belih krvničk) in povečano hitrost sedimentacije rdečih krvničk.

## Vzroki
Spondilodiscitis je najpogosteje zaplet sepse ali lokalne okužbe, običajno v obliki ognojka. Poglavitni povzročitelji so stafilokoki, vendar pa ga lahko povzročijo tudi drugi mikroorganizmi, in sicer poleg bakterij tudi glive; lahko gre za posledico zoonoze(na primer bruceloze). V Evropi več kot polovico primerov spondilodisciitisa povzroči Staphylococcus aureus, sledijo gramnegativne bakterije, na primer Escherichia coli. V svetovnem merilu je najpogostejši povzročitelj Mycobacterium tuberculosis. Pogosto prizadene imunsko oslabljene posameznike, na primer bolnike, ki prebolevajo okužbo, raka ali pa prejemajo imunosupresivna zdravila zaradi presajenega organa.

## Diagnoza
Glavni diagnostični postopki so magnetnoresonančno slikanje, biopsija in mikrobiološke metode za dokazovanje prisotnosti povzročitelja (na primer PCR).

## Zdravljenje
Cilji zdravljenja so odstranitev okužbe, povrnitev funkcionalnosti hrbtenice in ublažitev bolečine. Okoli 90 % bolnikov se lahko zdravi konzervativno:
- z antibiotiki − izkustveno zdravljenje se lahko uvede po odvzemu biopsijskega vzorca za mikrobiološko testiranje. Če je prepoznan povzročitelj, se antibiotično zdravljenje prilagodi glede na podatke za njegovo antibiotično občuljivost;
- s počitkom v postelji.

V primeru nevroloških izpadov, sepse in intraspinalnega empiema (gnojnega vnetja) oziroma če konzervativno zdravljenje ni učinkovito, je potrebno kirurško zdravljenje.